# 田頭実
田頭実（たどう みのる、1967年3月29日 - ）は、福岡県北九州市出身の競艇選手。
登録番号3257。身長158cm。血液型O型。58期（同期には平石和男・三角哲男・佐野隆仁・西田靖・池上裕次など）、福岡支部所属。愛称は「ミスター若松」。

## 来歴
1986年、58期生としてデビュー。
1997年、地元若松・施設改善記念特別競走（現在の名称はダイヤモンドカップ）でGI初優勝。
1999年、若松・オーシャンカップで、長岡茂一との死闘を制して念願のSG初優勝。
2004年、福岡競艇場での全日本選手権競走で植木通彦との競り合いを制し、2回目のSG優勝。
2005年、若松競艇場・ダイヤモンドカップでは、期間フライング3本持ち（フライング休みが180日、4本目は引退勧告）という状況ながらも、いつもと変わらぬスタート攻勢で優勝、史上初のフライング3本持ちでのGI制覇となった。

## 選手特徴
レーススタイルは、積極果敢なコース取りからギリギリのスタートで勝負を決めるスタート一撃タイプ。本人は「スタートは自分のモチベーション、そしてファンとのつながり」とも話す。
その一方、期間フライング3本による長期ペナルティ休みのため何度もB2級へ降格している。2019年は1月10日の大村競艇場で2回レースに出場したところ2回ともフライングを切り、さらに3月の戸田競艇場でのSG第54回ボートレースクラシック初日でもフライングを切ってわずか2か月でフライング3本持ちとなるなど、非常にスタート事故が多いのも特徴である。

## エピソード
- 高校2年生時に父親が急逝したため、高校卒業後の進路は手に職をつけられる調理師を目指していた[3]。レストランに内定も貰っていたが、友人が本栖の競艇選手養成所を受験する際に誘われ、通っていた高校に修学旅行がなかったこともあり「東京に行ける」というだけの理由で受験。結果、友人は不合格だったが田頭は合格。本人は競艇選手になるつもりがなかったため合格を辞退しようとしたが、その友人に「競艇選手になれ」と言われ、悩んだ挙句にレストランの内定を蹴り競艇選手への道を選ぶ[3]。
- 地元でもある若松への愛着は人一倍あり、普段は53kg前後の体重を地元開催のSGや記念レースでは下限の50kgまで落とし臨んでいた。特に1999年のオーシャンカップ競走では宿舎でスルメだけを食べ、それ以外の一切の食事を断って47.6kgまで減量し優勝。「優勝賞金の4000万円は全く頭になかった、ただどうしても若松のタイトルが欲しかった」と本音を吐露している。しかし、さすがの田頭もこればかりは無理が祟ったようで、体の抵抗力が弱まり夏風邪を引いた状態でレースに臨むことになり[3]、さらにレース中は「（ボートの）ハンドルが重く感じて、普段では一発で切れるハンドルが一発では切れなかった」とも語っている[3]。優勝インタビューでは「ラーメンが食べたい」と語り、その言葉通り優勝後に3日続けてラーメンを食べた結果急激な体重のリバウンドを起こし、次の徳山競艇場でのレースには体重54.5kgで臨む羽目になった[3]。
- 出場したレースでフライングを切った時には、「節が終わって家に電話する時に、嫁が怒っていないかをものすごく心配する。（自分の）荷物が家にあるのかとか、家に帰ったらカギを変えられていないかとか、そういう不安は常にある（笑）」という[3]。
- 競艇オフィシャルWEBでの日記連載の初代担当であった。

## SG・GI優勝

### SG
- オーシャンカップ競走（1999年若松競艇場）
- 全日本選手権競走（2004年福岡競艇場）

### GI
- 施設改善記念（1997年若松競艇場）
- 京極賞（2000年丸亀競艇場）
- 福岡チャンピオンカップ（2001年福岡競艇場）
- ダイヤモンドカップ（2005年若松競艇場）
- 競艇名人戦（2016年びわこ競艇場）
- 九州地区選手権（2017年福岡競艇場）